# Dyskwalifikacja Tyrrella w sezonie 1984 Formuły 1
Dyskwalifikacja Tyrrella w sezonie 1984 Formuły 1 okazała się jednym z największych skandali w historii tego sportu.
Regulacje Formuły 1 w tamtym okresie określały minimalną masę samochodu. Była ona łatwo osiągalna przy budowie samochodów z silnikami wolnossącymi (bez turbosprężarki), jednakże bardziej skomplikowane było zbudować taki samochód, jeśli posiadał on silnik turbodoładowany. Stąd też niektóre samochody były budowane z lekkich materiałów, ale były obciążone balastem po to, by zoptymalizować rozkład masy.
Jednakże przepisy mówiły także, że samochody muszą być ważone wtedy, gdy są napełnione płynami eksploatacyjnymi. Na początku sezonu 1982 niektóre zespoły biorące udział w ówczesnym konflikcie FISA z FOCA (m.in. Brabham i Williams) znalazły lukę w tym przepisie i podczas Grand Prix Brazylii zastosowały "hamulce chłodzone wodą" – w bolidach znajdowały się ogromne zbiorniki z wodą, które – zdaniem szefów zespołów – dostarczały wodę do hamulców. W rzeczywistości woda ze zbiorników nie była używana do chłodzenia hamulców, ale na początku wyścigu była rozpryskiwana, dzięki czemu bolid był lżejszy. Jednakże po wyścigu (rzadziej podczas końcowego pit stopu) zespoły napełniały zbiorniki po to, by podczas ważenia po wyścigu samochody miały przepisową masę. Po dyskwalifikacji Nelsona Piqueta (Brabham) i Keke Rosberga (Williams) z Grand Prix Brazylii porzucono ten pomysł.
W sezonie 1984 Tyrrell był jedynym zespołem Formuły 1, który nie korzystał z silnika turbodoładowanego. W przypadku Tyrrella, silnik był wyposażony we wtrysk wody, którego 12 l (3,3 gal US) zbiornik był uzupełniany pod koniec wyścigu. Po pewnym czasie okazało się, że samochody Tyrrella podczas większej części wyścigu były niedoważone. Pod koniec wyścigu uzupełniano bowiem zbiornik wodą z dodatkiem ołowianych kulek.

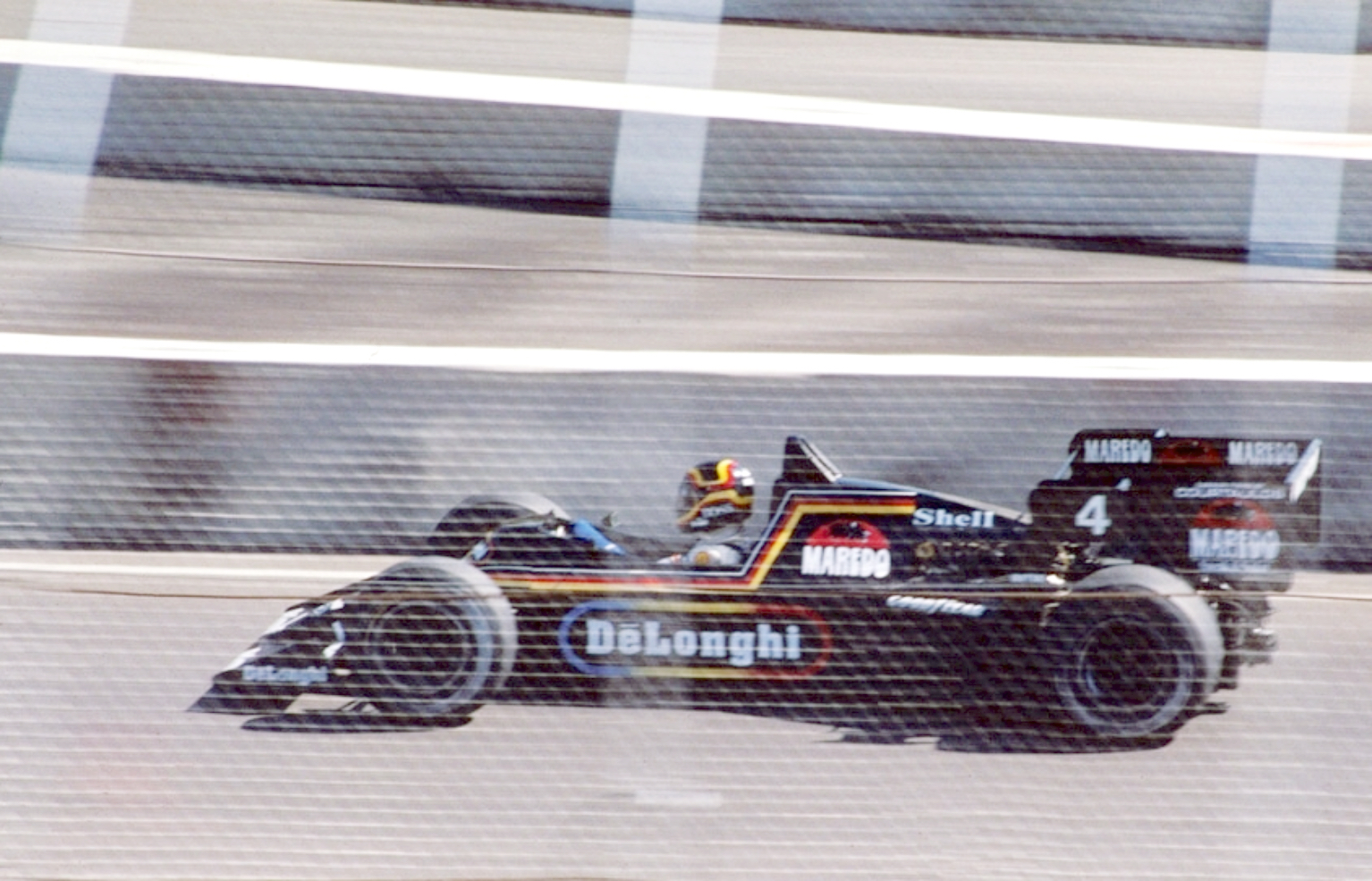
Stefan Bellof w Tyrrell 012 podczas Grand Prix Stanów Zjednoczonych Wschód w 1984 roku

Podczas Grand Prix Stanów Zjednoczonych Wschód Martin Brundle zajął drugie miejsce. Po wyścigu pobrano próbki wody do zbadania. FISA twierdziła, że wykryła w nich 27,5% związków aromatycznych, które wpłynęłyby na wydajność silnika. Tyrrell został oskarżony o:
1. Tankowanie paliwa podczas wyścigu (wówczas było to niedozwolone),
2. Używanie nieregulaminowego paliwa,
3. Używanie niedozwolonych przewodów paliwowych,
4. Używanie niezabezpieczonego balastu.

Wielu znawców F1 uważało, że ślady zanieczyszczenia w wodzie były wynikiem używania kanistrów do przenoszenia wody.
Tyrrell odwołał się do sądu apelacyjnego FIA, argumentując że:
- po badaniach nie znaleziono w wodzie śladów dodatków, które mogłyby zwiększyć moc silnika,
- wyjęcie balastu wymaga użycia  narzędzi, więc jest on „zabezpieczony”.

Zmieniono mu zarzuty:
1. Węglowodory w wodzie (całkowicie zakazane),
2. Ruchomy balast,
3. Niedozwolone dziury na spodzie bolidów.

Zarzut niedozwolonych dziur pojawił się niespodziewanie. Były one po to, aby umożliwić ucieczkę powietrza podczas procesu napełniania. Kilku czołowych dyrektorów technicznych F1 złożyło zeznania świadczące o tym, że dziury nie mogły w żaden sposób poprawić właściwości aerodynamicznych bolidów.
Międzynarodowy zespół sędziów pozostał niewzruszony. Zespół Tyrrella został wykluczony z sezonu 1984 mistrzostw świata, stracił wszystkie punkty w sezonie oraz fundusz podróżny wypłacany na następny sezon (fundusz przyznawano dziesięciu pierwszym drużynom z poprzedniego sezonu; wynosił by on około 1 mln dolarów).
Była jeszcze jedna konsekwencja tego wyroku - zmiana w regulaminie na rok 1985 wymagała, aby zmniejszono pojemność zbiorników paliwa z 220 do 195 litrów. Zmniejszyło by to moc silników turbodoładowanych, więc zespoły je stosujące chciały tę zmianę odrzucić, ale Tyrrell ją popierał. Reguły Formuły 1 natomiast mówiły, że aby zmienić jakiś przepis, wymagana jest jednomyślność wszystkich zespołów. Po wykluczeniu Tyrrella zmianę odrzucono.
Wielu znawców F1 uważa do dziś, że to było sedno całej sprawy.